# 高棅
高棅（1350年—1423年），又名廷禮，字彥恢，號漫士，福州长乐人，明朝学者。閩中十才子之一。

## 学术贡献
高棅為明朝初年研究唐詩的重要學者，所著的《唐詩品彙》為明初詩歌復古的里程碑，也是中國文學的重要評論著作。

## 著作
高棅著有《啸台集》、《水天清气集》、《唐诗品汇》、《唐诗拾遗》、《唐诗正声》。